# Dahlen (Saksonia)
Dahlen (górnołuż. Dolan) – miasto w Niemczech, w kraju związkowym Saksonia, w okręgu administracyjnym Lipsk, w powiecie Nordsachsen.